# Benjamin Smith Barton

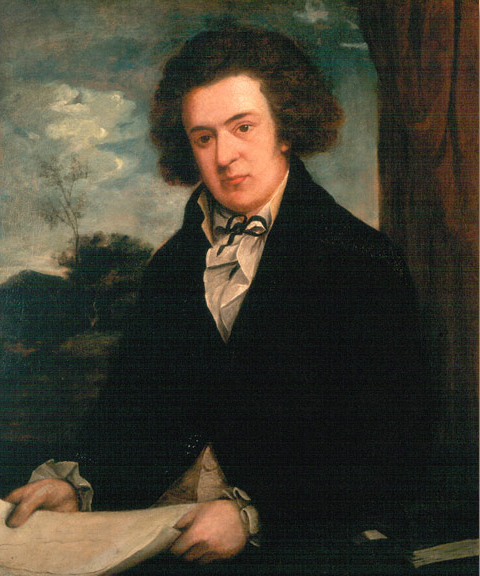
Benjamin Smith Barton

Benjamin Smith Barton (ur. 10 lutego 1766, zm. 19 grudnia 1815) był amerykańskim botanikiem. Studiował medycynę na uniwersytetach w Filadelfii, Edynburgu i Getyndze. Po ukończeniu studiów w 1789 roku powrócił do Filadelfii i zajął się botaniką i historią naturalną.
W 1803 wydał Elements of botany, or Outlines of the natural history of vegetables (Elementy botaniki, lub zarys historii naturalnej roślin) – pierwszy amerykański podręcznik botaniki. W latach 1789–1804 publikował prace na temat zastosowania roślin w medycynie.
Barton stale poszerzał krąg swych zainteresowań. Publikował prace z zakresu zoologii, anatomii i językoznawstwa (Etymology of Certain English Words and one Their Affinity to Words in the Languages of Different European, Asiatic and American (Indian) Nations). W roku 1797 opublikował New Views of the Origin of the Tribes and Nations of America (w wolnym przekładzie: Nowe spojrzenie na pochodzenie szczepów i narodów indiańskich), gdzie jako pierwszy postawił hipotezę, jak się później okazało – słuszną, o azjatyckim pochodzeniu Indian.
W latach 1804–1809 wydawał czasopismo „Philadelphia Medical and Physical Journal”, jedno z najstarszych czasopism naukowych w USA. Aktywność naukowa, pisarska i wydawnicza nie przeszkadzała mu w pracy w charakterze lekarza w szpitalu w Filadelfii.
Znane są również jego prace z dziedziny archeologii. Co prawda w jednej z nich, Observations on Some Parts of Natural History niesłusznie przypisywał Duńczykom dzieło usypania prehistorycznych kopców ziemnych w stanie Ohio, jednakże w późniejszej, wspominanej już książce New Views of the Origin of the Tribes and Nations of America przypisał je już prawidłowo Indianom, a jego hipoteza odnośnie do czasu powstania kopców została później potwierdzona.
Barton jest autorem używanego również obecnie w botanice systemu dwumianowego nazewnictwa.
Zmarł na gruźlicę w Nowym Jorku w 1815 roku.